# Lockman Hole
Het Lockman Hole (Gat van Lockman) is een gebied in de Melkweg waar de hoeveelheid  interstellaire materie langs de gezichtslijn, vooral neutraal waterstof en stof, een minimum vertoont. Het gebied ligt in het sterrenbeeld Grote Beer en beslaat ongeveer 15 vierkante graden. Het Lockman Hole wordt vaak gekozen om diepe studies te maken van zwakke sterrenstelsels. 

## Ontdekking
Het Lockman Hole is genoemd naar Felix J. Lockman die het in 1986 ontdekte door metingen van de 21cm-lijn van waterstof met de 140-foot (43 m) radiotelescoop van het National Radio Astronomy Observatory in Green Bank.
Wolken van neutraal waterstof verduisteren straling van achterliggende gebieden zoals sterrenstelsels in het ultraviolet en röntgengebied omdat deze straling de waterstofatomen ioniseert. Het stof dat zich in deze wolken bevindt straalt zwakke warmtestraling uit in het infrarood en veroorzaakt voorgrondstraling die nauwkeurige metingen bij deze golflengten bemoeilijkt.
De meeste gebieden in het Melkwegstelsel vertonen een grote kolomdichtheid (het aantal atomen per cm2 langs de gezichtslijn) van neutrale waterstof en stof. Lockman vond dat in dit gebied in de Grote Beer de kolomdichtheid een mimimum vertoont van ongeveer NH = 0.6 x 1020 cm−2, wat kleiner is dan de waarde in de richting van de galactische polen waar het ongeveer 1020 cm−2 is. Ter vergelijking: kolomdichtheden in het galaktisch vlak vertonen typische waarden van NH > 1021 cm−2. Daarom wordt het gebied van het Lockman Hole vaak gekozen om diepe extragalactische surveys te maken in het infrarood die dan later worden opgevolgd door metingen in andere golflengtegebieden.